# Asplenium × fawcettii
Asplenium × fawcettii là một loài dương xỉ trong họ Aspleniaceae. Loài này được Jenman mô tả khoa học đầu tiên năm 1899.
Danh pháp khoa học của loài này chưa được làm sáng tỏ. 